# Schmalfeld
Schmalfeld er en by og en kommune i det nordlige Tyskland, beliggende i Amt Kaltenkirchen-Land i den vestlige del af Kreis Segeberg. Kreis Segeberg ligger i den sydøstlige del af delstaten Slesvig-Holsten.

## Geografi
Schmalfeld ligger omkring 7 km sydøst for Bad Bramstedt med Bundesstraße B 206 fra Itzehoe mod Lübeck ved nordenden af kommunen. Mod vest går motorvejen A7 fra Hamborg mod Slesvig.
Vandløbet Schmalfelder Au løber gennem kommunen fra øst mod nordvest.